# انتقال فرهنگی
انتقال فرهنگی (انگلیسی: Cultural learning) یادگیری فرهنگی، روشی است که گروهی از مردم یا حیوانات در یک جامعه یا فرهنگ تمایل به یادگیری و انتقال اطلاعات دارند. سبک‌های یادگیری می‌تواند تا حد زیادی تحت تأثیر نحوه معاشرت یک فرهنگ با کودکان و جوانان خود قرار گیرد. تحقیقات میان فرهنگی در پنجاه سال گذشته عمدتاً بر تفاوت‌های بین فرهنگ‌های شرقی و فرهنگ غربی متمرکز بوده است.